# Gerrit Glomser

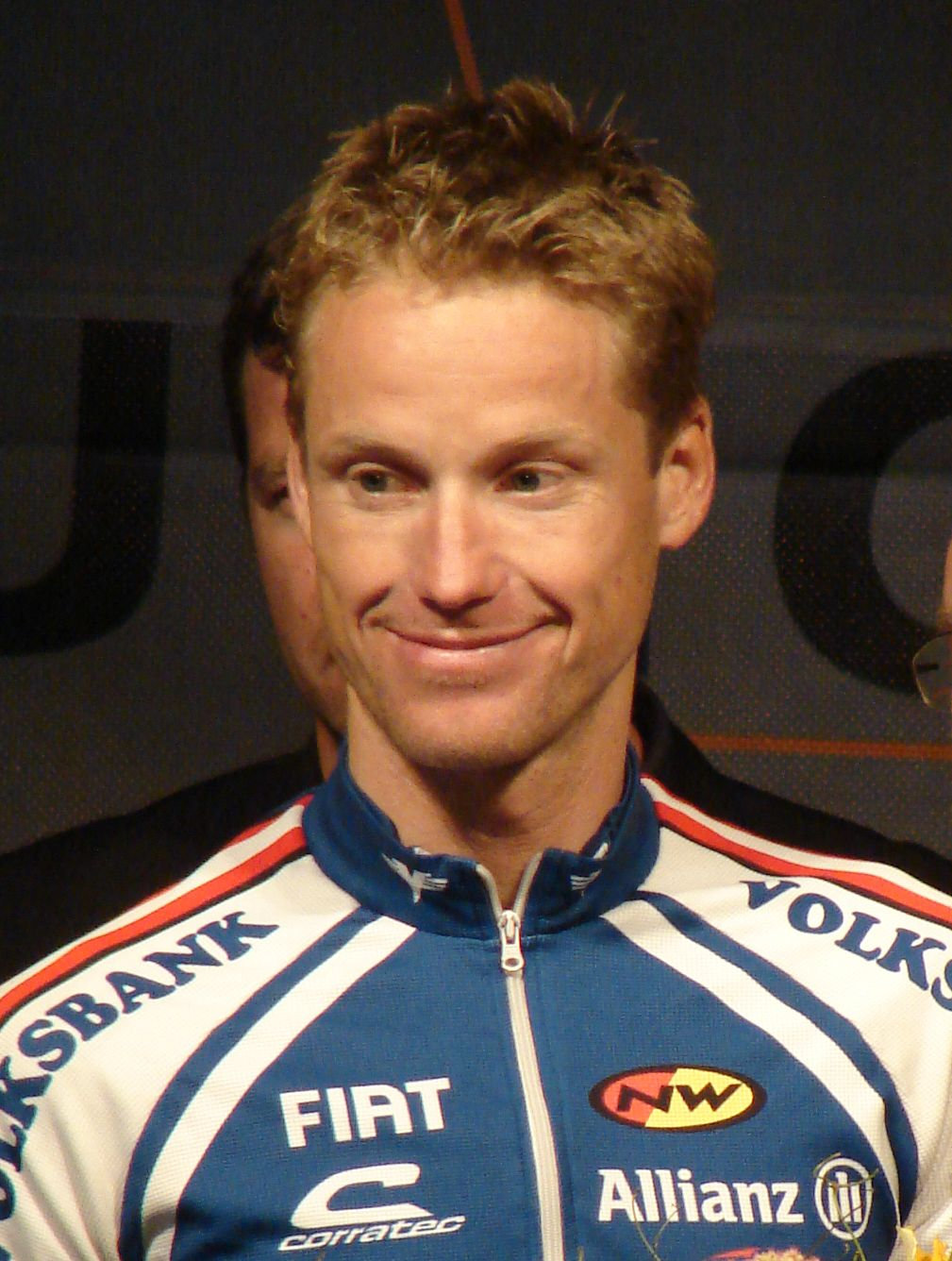
Gerrit Glomser im August 2007

Gerrit Glomser (* 1. April 1975 in Salzburg) ist ein ehemaliger österreichischer Radrennfahrer.

## Sportlicher Werdegang
Gerrit Glomsers erster Verein, noch als Nachwuchsfahrer, war der RC ARBÖ Wüstenrot Salzburg. International machte er sich einen Namen, als er österreichischer U23-Meister auf der Straße wurde und bei den UCI-Straßen-Weltmeisterschaften und Europa-Meisterschaften in dieser Klasse jeweils die Bronze-Medaille gewann. 1998 erhielt er einen Italien beim italienischen GS2-Team Scrigno-Gaerne. 2001 folgte der Wechsel in die Schweiz zum Post Swiss Team, 2002 schließlich zum italienischen GS1-Team Saeco.
2002 und 2003 konnte Gerrit Glomser jeweils die Österreich-Rundfahrt gewinnen und wurde 2005, nach seinem Wechsel zum ProTeam Lampre-Caffita, Österreichischer Staatsmeister. Ab 2006 fuhr er für das österreichische Professional Continental Team Volksbank. Bei der Österreich-Rundfahrt 2008 wurde der Allrounder am Großglockner zum ersten Mal in seiner Karriere Glocknerkönig und unterbot mit einer neuen Rekord-Auffahrtszeit von 47:18 Minuten die erst im Vorjahr gesetzte Bestmarke von Christian Pfannberger.

## Palmarès
2008
- Österreichische Meisterschaft Querfeldein
- Bergwertung Giro della Provincia di Grosseto

2007
- eine Etappe Österreich-Rundfahrt

2005
- Österreichische Meisterschaft Straße

2004
- eine Etappe Österreich-Rundfahrt

2003
- Österreich-Rundfahrt und zwei Etappen

2002
- Österreich-Rundfahrt mit Punktewertung
- Metas Volantes-Wertung Burgos-Rundfahrt

2001
- Race across the Alps
- Punktewertung Hessen-Rundfahrt

2000
- eine Etappe Österreich-Rundfahrt

1997
- Österreichische Meisterschaft Straße U23

## Teams
- 1998–2000: Scrigno Gaerne / Navigare-Gaerne / Ceramica Panaria-Navigare
- 2001: Post Swiss Team
- 2002–2004: Saeco
- 2005: Lampre-Caffita
- 2006–2008: Team Volksbank
- 2009 Vorarlberg - Corratec

## Privates
Gerrit Glomser hat ein Studium der Betriebswirtschaft abgeschlossen.